# Crateritheca crenata
Crateritheca crenata är en nässeldjursart som först beskrevs av V.S. Bale 1884.  Crateritheca crenata ingår i släktet Crateritheca och familjen Sertulariidae. Inga underarter finns listade i Catalogue of Life.